# Gian Paolo Manighetti
Gian Paolo Manighetti (Filago, 24 gennaio 1969) è un ex calciatore italiano, di ruolo difensore.

## Caratteristiche tecniche
Ha giocato come terzino fluidificante, sia a destra che a sinistra; in gioventù viene impostato come mediano, ruolo che ricopre nelle sue prime stagioni al Piacenza. All'occorrenza è stato schierato anche come libero.

## Carriera

### L'esordio nel Piacenza
Prodotto del vivaio del Piacenza, entra nel giro della prima squadra nella stagione 1985-1986: non viene impiegato in campionato, scendendo in campo nella finale di Coppa Anglo-Italiana contro il Pontedera. Nella stagione successiva esordisce in campionato, e l'allenatore Battista Rota gli concede sempre più spazio, schierandolo in 16 occasioni nel campionato di Serie B 1987-1988. A partire dal successivo campionato diventa titolare del centrocampo piacentino, sotto la guida di Enrico Catuzzi, Attilio Perotti, Giorgio Rumignani e Luigi Cagni. Con il Piacenza retrocede in Serie C1 nella stagione 1988-1989 e ottiene due anni dopo la promozione dalla Serie C1 alla Serie B.

### Le stagioni a Bari e Monza
Nell'estate del 1991 si trasferisce al Bari, in Serie A, acquistato per circa 1 miliardo di lire. Esordisce nella massima serie l'8 settembre 1991, in Parma-Bari 1-0, e colleziona 4 presenze fino a novembre, quando viene restituito (in prestito) al Piacenza, per giocare con maggiore continuità. Nella formazione emiliana disputa 17 partite, contribuendo alla salvezza in Serie B, e poi fa ritorno al Bari, che lo gira in prestito per due stagioni al Monza. In Brianza, dove è titolare, subisce la retrocessione in Serie C1 nel 1993-1994 e a fine stagione rientra definitivamente al Bari, con cui disputa quattro stagioni (tre di Serie A e una di Serie B) nel ruolo di terzino sinistro.

### Il ritorno al Piacenza e il finale di carriera
Nel 1998 torna al Piacenza, per sostituire Paolo Tramezzani passato al Tottenham. Vi rimane per due stagioni, entrambe nella massima serie, conquistando la salvezza nella stagione 1998-1999. Nel 2000, dopo la retrocessione nella serie cadetta, passa alla Sampdoria per un miliardo e mezzo di lire, voluto dall'allenatore Cagni che lo aveva allenato nel Piacenza. Con i blucerchiati disputa due stagioni in Serie B, senza riuscire a centrare la promozione, e nel 2002 si svincola, passando al Cagliari, sempre in Serie B. Disputa la prima parte della stagione alternandosi con Mauricio Pineda nel ruolo di terzino; a gennaio scende in Serie C1, disputando 5 partite con la maglia del Treviso, con il quale chiude la carriera agonistica.

## Dopo il ritiro
Dopo una breve esperienza come team manager del Savona, torna al Treviso come osservatore, ruolo che ricopre in seguito all'Inter dopo il fallimento della società veneta. Nel 2024 passa all'Atalanta come responsabile degli osservatori delle giovanili.

## Palmarès
- Coppa Anglo-Italiana: 1

Piacenza: 1986
- Campionato italiano di Serie C1: 2

Piacenza: 1986-1987, 1990-1991